# Ban Laem (huyện)
Ban Laem (tiếng Thái: บ้านแหลม) là một huyện (amphoe) ở đông bắc của tỉnh Phetchaburi, miền trung Thái Lan.

## Lịch sử
Ban đầu, vùng này là Khwaeng Khun Chamnan và Phrommasan thuộc huyện Mueang Phetchaburi. 
Các khu vực này được hợp nhất và lập huyện vào năm 1900.

## Địa lý
Các huyện giáp ranh (từ phía tây nam theo chiều kim đồng hồ) là Mueang Phetchaburi, Khao Yoi của tỉnh Phetchaburi, Amphawa, Mueang Samut Songkhram của tỉnh Samut Songkhram và vịnh Bangkok.

## Hành chính
Huyện này được chia thành 10 phó huyện (tambon), các đơn vị này lại được chia ra thành 73 làng (muban). Có hai thị trấn (thesaban tambon) - Bang Thabun and Ban Laem. Ban Laem nằm trên một phần của tambon Ban Laem. Bang Thabun nằm trên một phần của tambon Bang Thabun và Bang Tabun Ok. Có 9 Tổ chức hành chính tambon.
| STT | Tên           | Tên tiếng Thái | Số làng | Dân số |  |
| --- | ------------- | -------------- | ------- | ------ |  |
| 1.  | Ban Laem      | บ้านแหลม        | 10      | 15.852 |  |
| 2.  | Bang Khun Sai | บางขุนไทร       | 11      | 7.131  |  |
| 3.  | Pak Thale     | ปากทะเล        | 4       | 2.453  |  |
| 4.  | Bang Kaeo     | บางแก้ว         | 8       | 4.968  |  |
| 5.  | Laem Phak Bia | แหลมผักเบี้ย      | 4       | 2.309  |  |
| 6.  | Bang Tabun    | บางตะบูน        | 8       | 4.398  |  |
| 7.  | Bang Tabun Ok | บางตะบูนออก     | 5       | 3.153  |  |
| 8.  | Bang Khrok    | บางครก         | 12      | 7.128  |  |
| 9.  | Tha Raeng     | ท่าแร้ง          | 7       | 5.013  |  |
| 10. | Tha Raeng Ok  | ท่าแร้งออก       | 4       | 2.788  |  |